# Krudttårnet

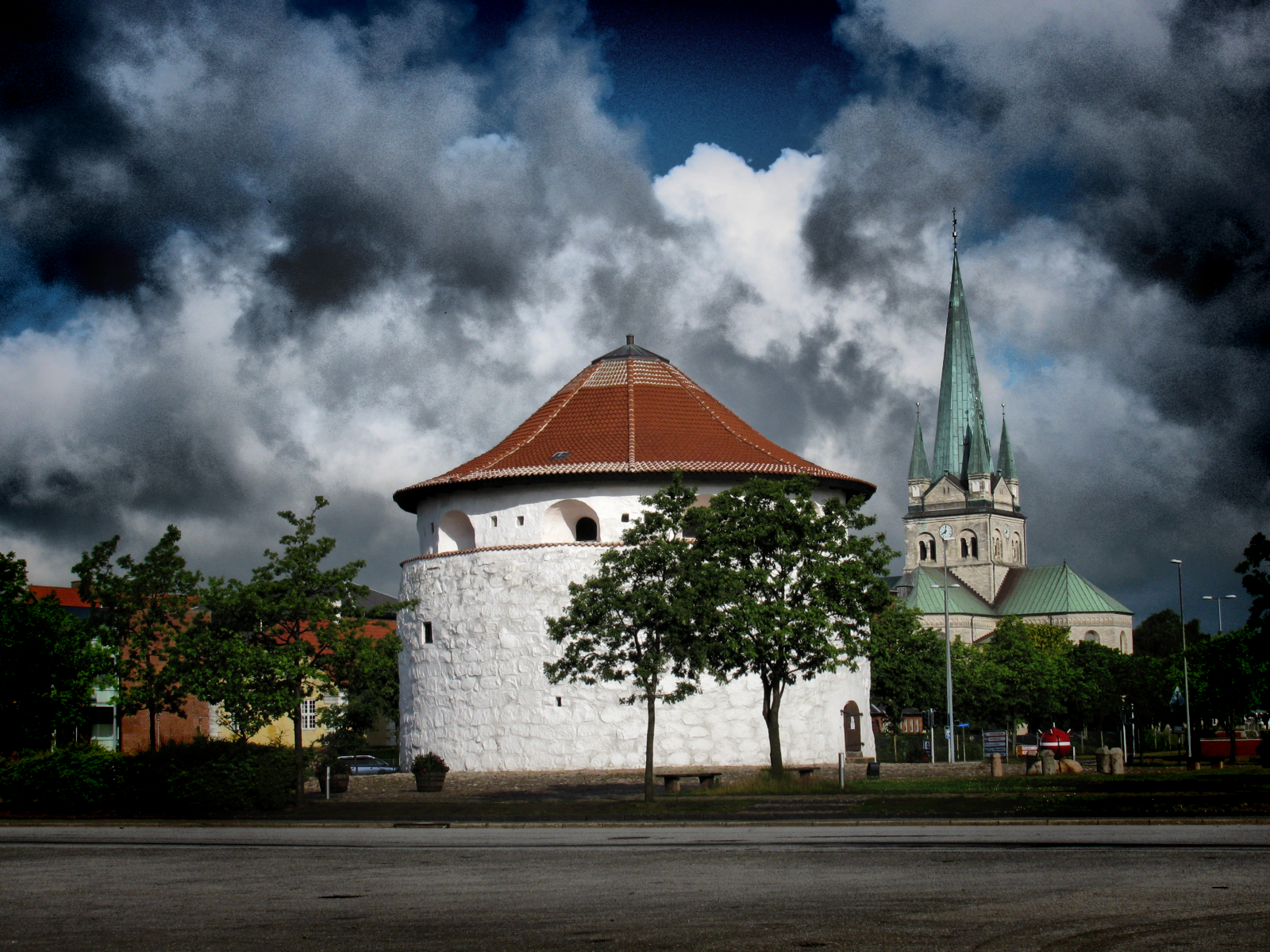
Krudttårnet am heutigen Standort

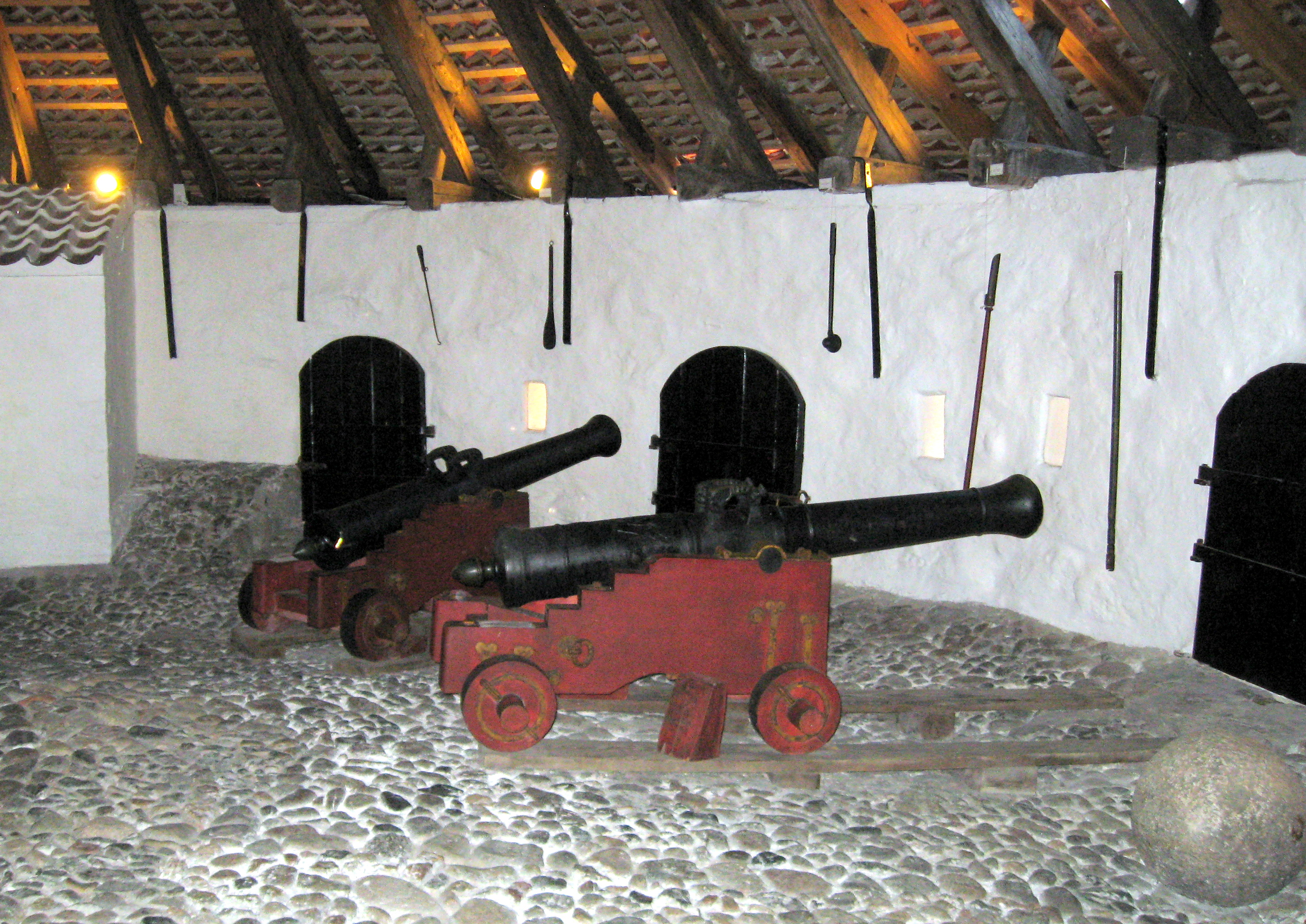
Innenansicht oberer Turmteil

Der Krudttårnet ist ein denkmalgeschützter Pulverturm, der zwischen 1686 und 1690 in der Fladstrandanlage Frederikshavn, Dänemark, als Teil der Festung errichtet wurde. 
Er wurde in den Frederikshavner Hafen versetzt und gehört heute zu den lokalen Sehenswürdigkeiten.
Im Jahr 1974 beschloss man die Verschiebung des rund 4.500 Tonnen schweren Pulverturmes an seinen jetzigen Standort in einem Stück. Der Transport über die Straße war 270 Meter lang und die Verschiebung fand in einem Zeitraum von 13 Monaten statt. Ursprünglich stand der Turm auf einer Landzunge, so dass feindliche Schiffskanonen die Stadt nicht erreichen konnten, bevor die Schiffe selbst in Reichweite der Kanonen des Turmes waren. Am 5. August 1976 wurde der Pulverturm für die Öffentlichkeit in Anwesenheit der königlichen Familie eröffnet.
Krudttårnet ist heute ein Militärmuseum und Teil des Bangsbo-Museums, mit Ausstellungen von alten Waffen. Der Umzug wird im Museum dokumentiert.